# しまね信用金庫
しまね信用金庫（しまねしんようきんこ）は、島根県松江市に本店を置く信用金庫。

## 沿革
旧松江信用金庫
- 1926年（大正15年）10月　松江信用組合設立、
- 1951年（昭和26年）10月　松江信用金庫に改組

旧雲南信用金庫
- 1924年（大正13年）5月　木次信用組合設立
- 1952年（昭和27年）6月　木次信用金庫に改組
- 1953年（昭和28年）12月　雲南信用金庫に名称変更

合併後
- 1971年（昭和46年）10月　松江信用金庫と雲南信用金庫が対等合併、しまね信用金庫に改称
- 2004年（平成16年）10月1日　山陰合同銀行とATM・CD相互無料提携（さんいんネットサービス）を開始。
- 2022年（令和4年）1月17日　この日から磁気の影響を受けにくい新しい通帳（Hi-Co通帳）を取扱開始した(Hi-Co通帳に対応していない信用金庫ATMではHi-Co通帳は使えない。)[1]。